# Marc Ziegler
Marc Ziegler (Blieskastel, 13 giugno 1976) è un ex calciatore tedesco, di ruolo portiere.
Era riserva del portiere titolare Roman Weidenfeller. Proprio sostituendo il titolare il 29 gennaio 2008 contro il Werder Brema Ziegler ha parato un rigore a Diego.
Detiene il record di rete inviolata in Bundesliga austriaca (1085').

## Palmarès

### Club
- Coppa di Germania: 1

Stoccarda: 1996-1997
- Campionato austriaco: 2

Tirol Innsbruck: 2000-2001, 2001-2002